# Syntripsa
Syntripsa is een geslacht van kreeftachtigen uit de klasse van de Malacostraca (hogere kreeftachtigen).

## Soorten
- Syntripsa flavichela O. K. S. Chia & Ng, 2006
- Syntripsa matannensis (Schenkel, 1902)